# Beroun-Zdejcina
Zdejcina je místní část a katastrální území města Berouna. Nachází se několik kilometrů severozápadně od města ve svahu nad Berounkou.
Ve Zdejcině se nachází památník obětem první světové války. Nad obcí se nachází vrch Děd se stejnojmennou rozhlednou.

## Historie
Na místě dnešního katastrálního území Zdejcina stálo manství Kdýčina, založeno 1325, které bylo pojmenováno po lese, který je v listinách z roku 1323 připomínán jako Gdýčina. První písemná zmínka o vesnici pochází z roku 1382. Roku 1541 získává královské město Beroun Kdýčinu do svého vlastnictví a v roce 1548 byla nařízením Ferdinanda I. zkonfiskována a převedena přímo pod královskou korunu. Dvůr zpustnul a byl osídlen znovu v roce 1607, kdy bylo povoleno dělníkům z hýskovského hamru, aby si zde postavili domy. Ves se od této doby začala nazývat Zdejcinou.
V letech 1869–1890 byla vesnice součástí obce Hýskov, v letech 1900–1964 samostatnou obcí a od 14. července 1964 se vesnice stala součástí města Beroun.
V prosinci 2019 byla po propadu těžebího stroje v přilehlých lesích nalezena schránka odkazující na rozsáhlou činnost ruského filosofa Jevgenije Tomorova. Obsah schránky je v těchtno dnech (leden 2020) podrobován pečlivému zkoumání. Podle posledních informací se uchovalo i několik daguerrotypií z přelomu 19. a 20. století. Prozatím se nedá určit, zda se jedná o falzifikáty nebo skutečný dobový odkaz, ale přesnost některých informací, které odkazují na ověřenou historii místa zatím dává naději, že nález bude pravý.

## Obyvatelstvo
| Rok            | 1869 | 1880 | 1890 | 1900 | 1910 | 1921 | 1930 | 1950 | 1961 | 1970 | 1980 | 1991 | 2001 | 2011 | 2021 |
| -------------- | ---- | ---- | ---- | ---- | ---- | ---- | ---- | ---- | ---- | ---- | ---- | ---- | ---- | ---- | ---- |
| Počet obyvatel | 224  | 220  | 174  | 231  | 224  | 191  | 189  | 144  | 145  | 261  | 239  | 170  | 223  | 298  | 324  |
| Počet domů     | 25   | 29   | 30   | 33   | 33   | 33   | 41   | 46   | 42   | 66   | 59   | 68   | 68   | 77   | 87   |

## Geografie
Ves se nachází na malé plošině nad kaňonem Berounky. Část osídlení pokračuje směrem k řece a je situováno v prudkém svahu, kdy na jednom kilometru se překonává výškový rozdíl dvou set metrů. Na jižní hranici katastru kopec dále stoupá až k vrcholu Děd (493 m n. m.), vrchol samotný se nachází mimo zdejcinský katastr. Do obce vede jediná silnice III/1166, vycházející z Berouna. Místní komunikace propojuje Zdejcinu s Hudlicemi skrze bývalý vojenský prostor Zdejcina. Nejvyšším vrcholem je kóta Malá Brdatka, nacházející se v západní části katastru. Katastr odvodňuje řeka Berounka.

## Památná lípa
Nedaleko Zdejciny roste památná lípa malolistá, strom je s obvodem kmene 561 cm největší na Berounsku. Stáří se odhaduje asi na 300 let.

## Galerie

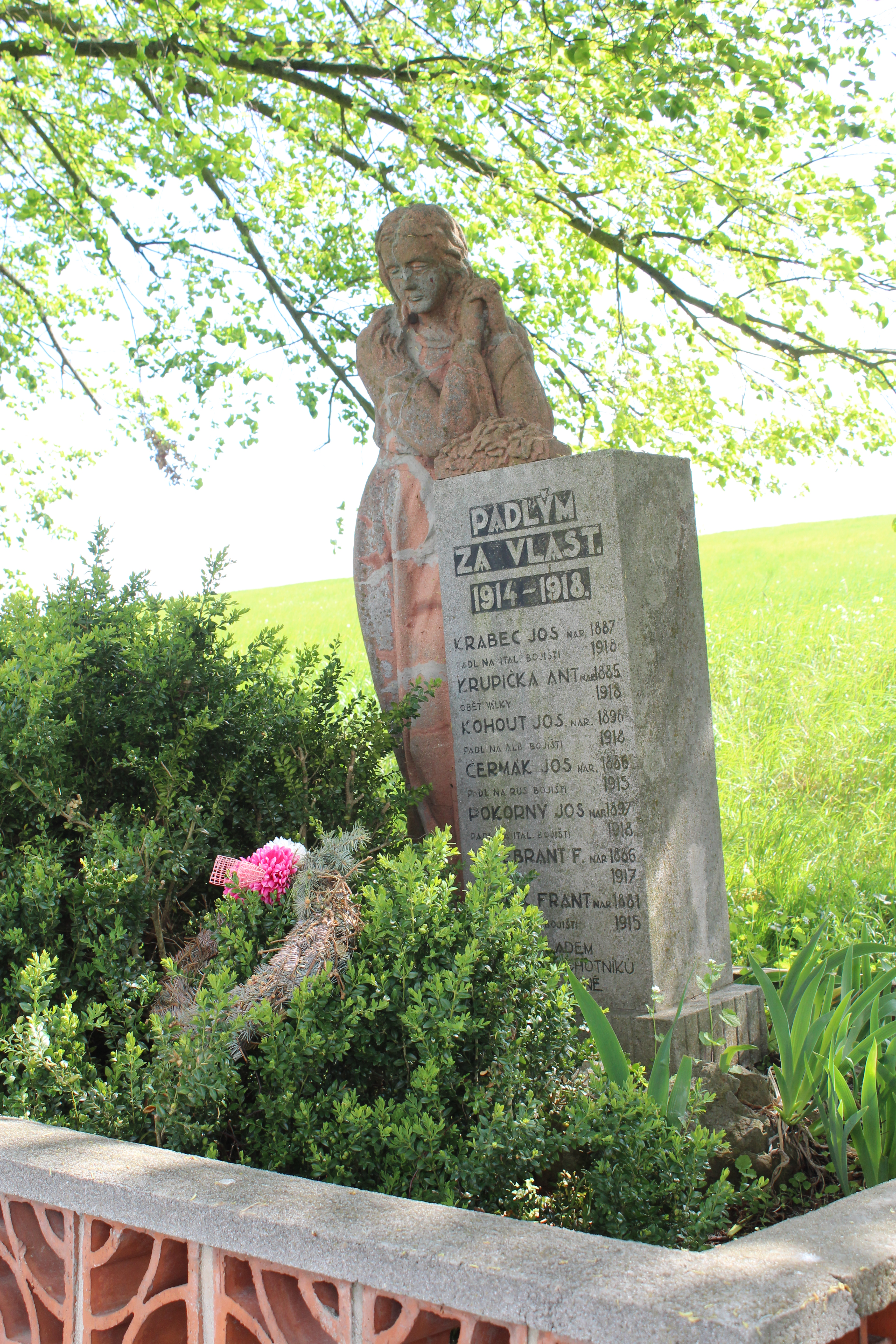
Památník obětem první světové války
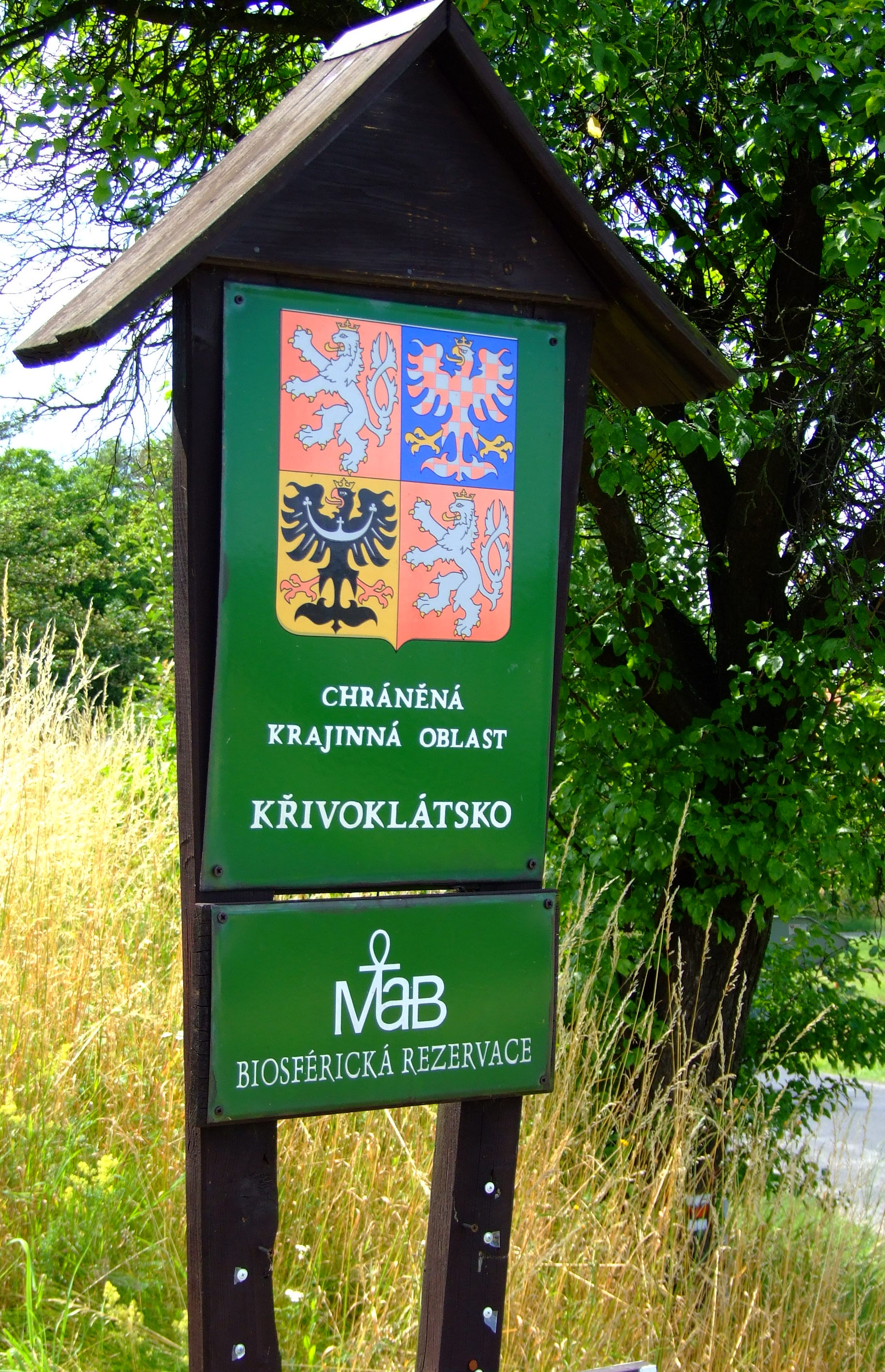
Lípa malolistá ve Zdejcině
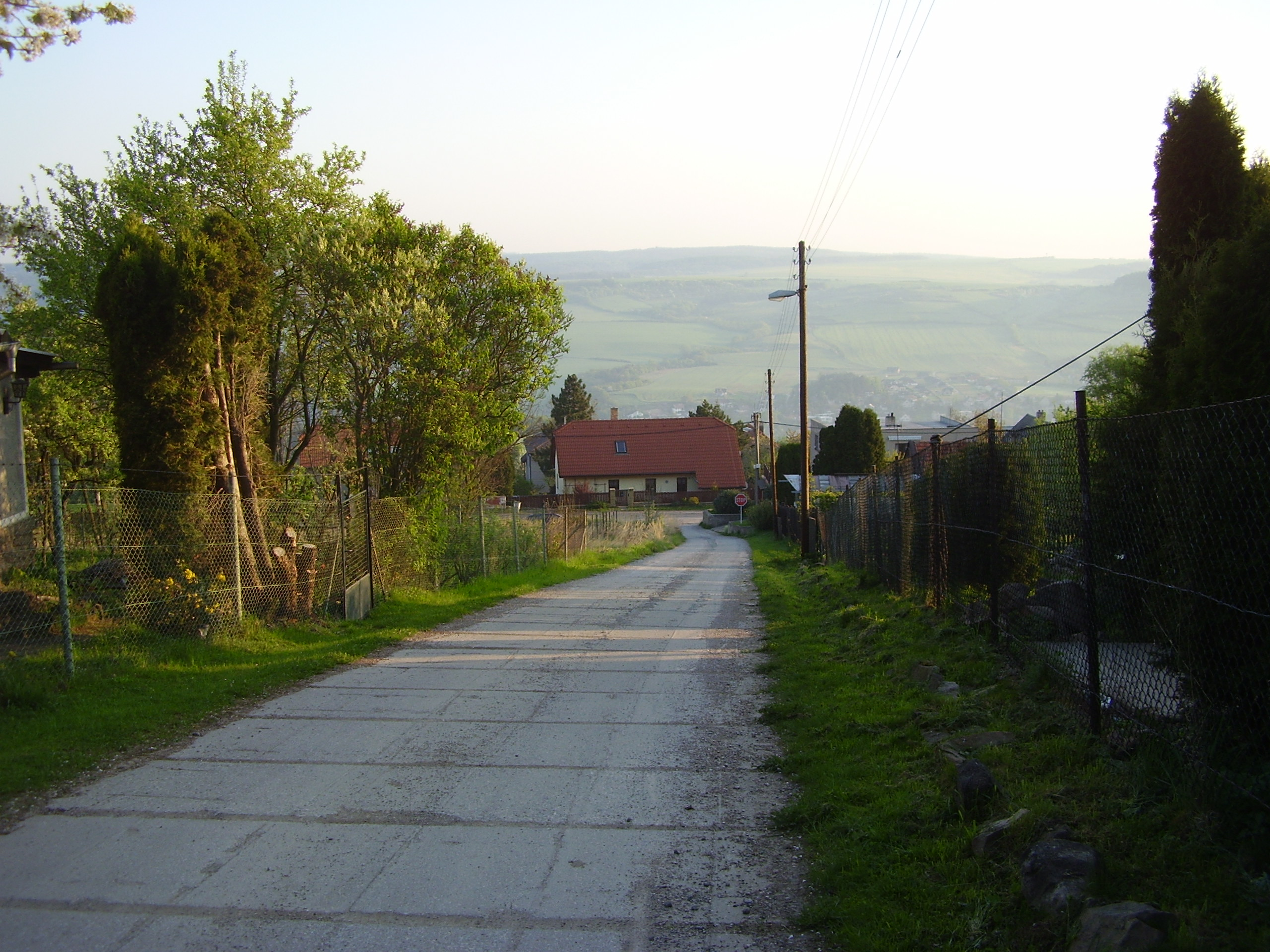
Cesta od Dědu
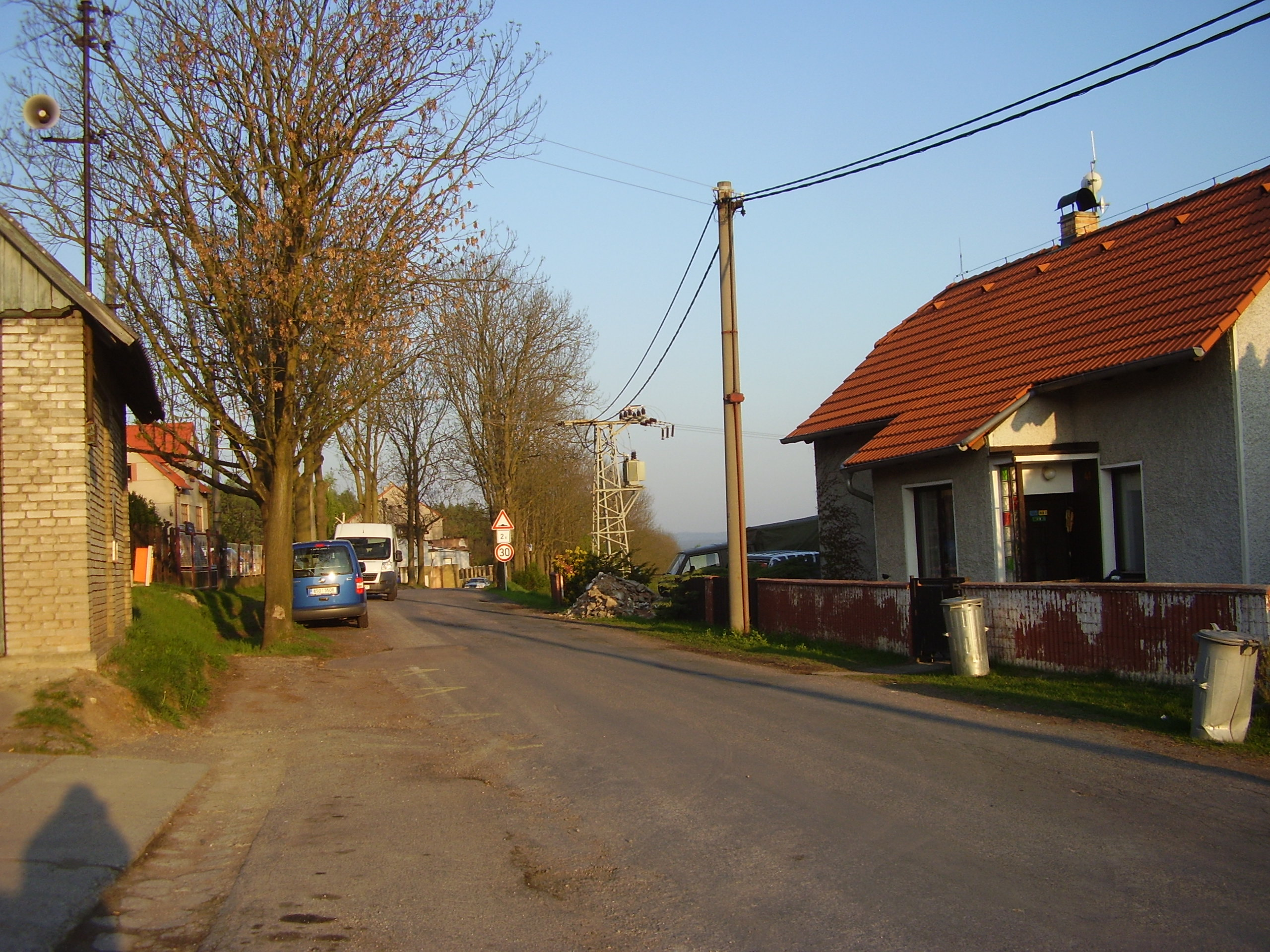
Ulice v horní části
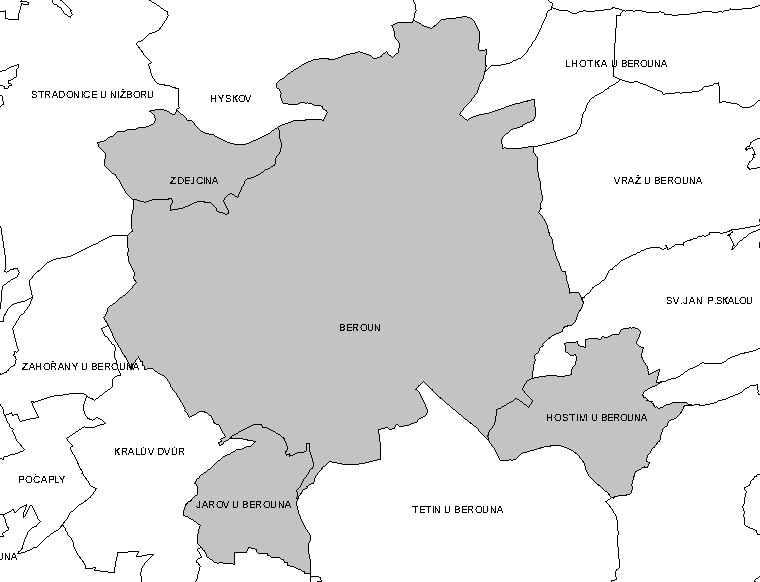
Katastrální členění Berouna